# Anna Maria Preiswerk-Iselin
Anna Maria Preiswerk-Iselin (geboren am 20. März 1758 in Basel; gestorben am 4. Oktober 1840) war eine Tochter des Schweizer Philosophen und Publizisten Isaak Iselin, die sich für die Gründung eines Instituts zur Erziehung von Mädchen einsetzte. Ihre Tagebücher werden im Staatsarchiv Basel-Stadt verwahrt.  

## Leben
Anna Maria Preiswerk-Iselin war die zweite Tochter unter insgesamt neun Kindern von Helena Forcart (1740–1810) und Isaak Iselin (1728–1782). Ihr Vater (aus dem Basler Daig) kümmerte sich intensiv um die Bildung der Kinder, stellte eigenes Unterrichtsmaterial für sie zusammen und führte sie an französische und deutsche Literatur heran. Er war zwar nicht sonderlich reich, genoss jedoch als Ratsschreiber der Stadt und als Publizist und Verfasser verschiedener bedeutender Schriften grosses Ansehen in der Stadt Basel und darüber hinaus.
Dementsprechend verkörperte Anna Maria Iselin, trotz der fehlenden finanziellen Mittel, ein beträchtliches soziales Kapital. 1776 heiratete sie den vermögenden späteren Bandfabrikanten und Politiker Niklaus Preiswerk (1755–1815). Mit ihm hatte sie acht Kinder, wovon nur vier das Erwachsenenalter erreichten. 
Offenbar geprägt von der Erziehung und den pädagogischen Ansätzen ihres Vaters, versuchte Anna Maria Preiswerk-Iselin ab 1800 mehrfach ein Institut zur Erziehung von Mädchen zu begründen. Dieses Projekt intensivierte sie nach dem Tod ihres Mannes 1815, konnte es bis zu ihrem Tod am 4. Oktober 1840 allerdings nicht realisieren. Aufgrund ihres Interesses für Pädagogik unterstützte sie auch die Arbeit von Johann Heinrich Pestalozzi in ihrer Familie, wodurch u. a. ihr Ehemann ein Treffen Pestalozzis mit dem russischen Zaren Alexander I. vermittelte.

## Tagebücher und Wirkung
Die Tagebücher von Anna Maria Preiswerk-Iselin befinden sich im Staatsarchiv Basel-Stadt. Die insgesamt 1200 Seiten umfassen den Zeitraum von 1785 bis zum 7. März 1839. Wie sich aus den Aufzeichnungen ergibt, verfasste sie die Tagebücher mit der Erwartung, dass diese nach ihrem Tod gelesen werden würden und redigierte die Texte so, dass sie durch Schwärzungen «zerstörte was irgend Jemand häte Mühe machen können». Sie inspirierten die Autorin, Schauspielerin und Historikerin Satu Blanc zum Theaterstück 1798 – Der Freyheitsball.